# أعلام آسيا
يعرض المقال هنا الأعلام الوطنية والدولية المستخدمة في آسيا.

## الدولية

علم الاتحاد الأوروبي
علم اتحاد الدول المستقلة
علم أوبك
علم مجلس التعاون لدول الخليج العربية

## وسط آسيا

علم أفغانستان
علم أوزبكستان
علم إيران
علم تركمانستان
علم طاجيكستان
علم قرغيزستان
علم كازاخستان

## شمال شرق آسيا

علم تايوان انظر أيضاً: لائحة أعلام تايوان
علم جمهورية الصين الشعبية انظر أيضاً: لائحة أعلام الصين
علم كوريا الجنوبية
علم كوريا الشمالية
علم ماكاو (الصين)
علم منغوليا
علم هونغ كونغ (الصين)
علم اليابان

## جنوب شرق آسيا

علم إندونيسيا
علم بروناي
علم ميانمار
علم تايلاند
علم تيمور الشرقية
علم سنغافورة
علم جزيرة كريسماس (أستراليا)
علم الفلبين
علم فيتنام
علم كمبوديا
علم جزر كوكوس (أستراليا)
علم لاوس
علم ماليزيا انظر أيضاً: لائحة أعلام ماليزيا

## جنوب آسيا

علم باكستان
علم بنغلاديش
علم بوتان
علم سريلانكا
علم المالديف
علم نيبال
علم الهند

## غرب آسيا

علم أذربيجان
علم الأردن
علم أرمينيا
علم فلسطين
علم الإمارات العربية المتحدة
علم البحرين
علم تركيا
علم جورجيا
علم السعودية
علم سوريا
علم قبرص الشمالية
علم العراق
علم سلطنة عمان
علم قبرص
علم قطر
علم الكويت
علم لبنان
علم اليمن
علم كردستان (العراق)